# 2-デオキシ-D-グルコン酸-3-デヒドロゲナーゼ
2-デオキシ-D-グルコン酸-3-デヒドロゲナーゼ（2-deoxy-D-gluconate 3-dehydrogenase）は、ペントースとグルクロン酸の相互変換の酵素群の一つで、次の化学反応を触媒する酸化還元酵素である。
2-デオキシ-D-グルコン酸 + NAD+ {\displaystyle \rightleftharpoons } 3-デヒドロ-2-デオキシ-D-グルコン酸 + NADH + H+
すなわち、この酵素の基質は2-デオキシ-D-グルコン酸とNAD+、生成物は3-デヒドロ-2-デオキシ-D-グルコン酸とNADHとH+である。
組織名は2-deoxy-D-gluconate:NAD+ 3-oxidoreductaseで、別名に2-deoxygluconate dehydrogenaseがある。